# Corbi
Corbi est une commune roumaine située dans le județ d'Argeș.